# McDonaldland
McDonaldland es una franquicia mediática de McDonald's y el mundo ficticio de fantasía habitado por Ronald McDonald y sus amigos. Desde la creación de Ronald McDonald en 1963, McDonald's se encarga principalmente de su desarrollo y publicación. Los intentos iniciales de ampliar el universo McDonaldland por parte de la agencia de mercadotecnia Needham, Harper & Steers fueron aparentemente reconvertidos debido a problemas legales, pero los aspectos en curso se ampliaron en proyectos de McDonald's en colaboración con Data East, Virgin Interactive, Treasure, Sega y Klasky Csupo.
La serie se centra en un payaso mágico aventurero llamado Ronald McDonald, que tiene el pelo rojo, la cara pintada de blanco y rojo y viste un mono amarillo sobre una camisa de manga larga a rayas rojas y blancas con guantes amarillos. Sus amigos más habituales son Grimace, el Hamburglar, Birdie el Madrugador, los Fry Kids, los McNugget Buddies y la Happy Meal Gang. El mundo ficticio tiene una gran variedad de inspiraciones, desde la alta fantasía general y la baja fantasía, pasando por la cultura corporativa y la personalidad corporativa, hasta influencias más específicas, como los medios de comunicación cristianos y las ilustraciones de Koichi Kimura de McDonald's Treasure Land Adventure.
Además de utilizarse en la publicidad, los personajes sirvieron de base para el equipamiento temático de los «PlayPlaces» anexos a algunos establecimientos McDonald's, pequeñas salas de actividades recreativas destinadas a los niños pequeños. Aunque la parte de McDonaldland ha recibido algo menos de atención desde 2003, varios de los personajes, como Ronald McDonald, Grimace, Birdie el Madrugador y el Hamburglar, siguen apareciendo en anuncios, juguetes de Happy Meal y materiales de apoyo a la Ronald McDonald House Charities. Los personajes recibieron líneas enteras dedicadas McDonaldland temáticas de figuras Funko Pop! en 2019 y en adelante, incluyendo Ronald, Grimace, el Hamburglar, los Fry Kids y McNugget Buddies, Birdie the Early Bird, Mayor McCheese y Officer Big Mac.

## Resumen

### Escenario
McDonaldland se desarrolla predominantemente en su propio mundo de alta fantasía, aunque algunas partes del mundo de McDonaldland tienen interacciones de baja fantasía con el mundo real. En anuncios anteriores, McDonaldland tenía árboles sensibles que cultivaban tartas de manzana, un huerto de hamburguesas, un huerto de patatas fritas, un volcán de batidos, el lago Filet-O-Fish y la montaña Sundae.
En The Wacky Adventures of Ronald McDonald, los habitantes de McDonaldland podían viajar entre mundos gracias a los toboganes de PlayPlace. Ronald es un aventurero con poderes mágicos que actúa como embajador del bien y la libertad, como viajar a la selva tropical para llamar la atención sobre las especies amenazadas y la deforestación, o dar un PSA sobre la importancia del cinturón de seguridad.
Los arcos de redención se incorporan a los medios de McDonaldland. Grimace, un monstruo púrpura, era originalmente un antagonista que robaba bebidas y batidos a los clientes, pero desde entonces se ha convertido en un buen tipo. El Hamburglar, también villano al principio, era un ladrón que robaba hamburguesas y bocadillos, pero ahora es más bien un pícaro adorable.

## Localizaciones
Las regiones más frecuentes, que aparecen en numerosos anuncios y videojuegos de McDonaldland, son el bosque, la ciudad, el mar y el espacio exterior. Se desconoce su distribución geográfica exacta, pero dentro de estas regiones hay varios lugares, como la isla Grimace, una zona con temática del Oeste, varios portales a restaurantes McDonald's del mundo real, la Luna y la casa de Ronald.

## Historia
McDonaldLand debe su nombre a los restaurantes McDonald's fundados por Richard y Maurice McDonald y popularizados por Ray Kroc. Ronald McDonald fue interpretado originalmente por Willard Scott, un antiguo actor de Bozo el Payaso. En 1963, él y Oscar Goldstein, franquiciado de Washington D. C., crearon los aspectos iniciales del personaje. La idea inicial de ampliar el universo McDonaldland se encargó a Needham, Harper & Steers en 1970-71 a petición de McDonald's para sus restaurantes. El primer anuncio se emitió en enero de 1971. Los primeros anuncios se basaban en una melodía alegre, estilo chicle, y contaban con un narrador; muchos tenían tramas que implicaban a varios villanos, como el Hamburglar, Evil Grimace y el Capitán Crook, que intentaban robar el alimento correspondiente pero eran constantemente frustrados por Ronald.
En 1973, Sid y Marty Krofft demandaron a McDonald's, alegando que toda la premisa de McDonaldland plagiaba su programa de televisión H.R. Pufnstuf. En Sid & Marty Krofft Television Productions Inc. contra McDonald's Corp., los Krofft también alegaron que el personaje del alcalde McCheese era una infracción de su personaje protegido por derechos de autor H.R. Pufnstuf (un alcalde él mismo); el actor de doblaje de Pufnstuf, Lennie Weinrib, incluso participó en los anuncios de McDonaldland, como la voz de Grimace. En el juicio, un jurado falló a favor de los Krofft y McDonald's fue condenada a pagar 50 000 dólares. El caso fue recurrido por ambas partes ante el Tribunal de Apelación del Noveno Circuito de los Estados Unidos. El tribunal de apelaciones, en una decisión de 1977, reevaluó los daños a favor de los Kroffts a más de 1 000 000 de dólares. En consecuencia, se ordenó a McDonald's que dejara de producir algunos de los personajes, o que los modificara para que fueran legalmente distintos, y que dejara de emitir anuncios en los que aparecieran esos personajes hasta entonces. En 1976, Remco creó una línea de figuras de acción de 15 cm para homenajear a los personajes.
En las décadas de 1980 y 1990, los anuncios de McDonaldland siguieron siendo un popular recurso de mercadotecnia. Los personajes que permanecieron tras el pleito fueron Ronald McDonald, Grimace, Hamburglar y los devoradores de patatas fritas (rebautizados como los Chicos Fry y más tarde como los Niños Fry con la incorporación de las Chicas Fry), mientras que el Alcalde McCheese, el Oficial Big Mac, el Capitán Crook y el Profesor se utilizaron hasta 1985. (Sin embargo, volvieron para un anuncio de Sears en 1987.) Birdie the Early Bird se uniría a la alineación poco después representando la nueva línea de desayunos del restaurante a principios de los ochenta. El aspecto físico de algunos de los personajes se modificó en anuncios posteriores (especialmente Hamburglar, Grimace y Birdie). A partir de entonces, los personajes vivían en la realidad e interactuaban con personas reales, pero los anuncios seguían teniendo lugar en «McDonaldlandia». Poco después, la Happy Meal Gang y los McNuggets Buddies (que representaban los Happy Meals y los McNuggets de pollo del restaurante, respectivamente, los platos del menú que más atraían a los niños), junto con Ronald, ocuparon un lugar destacado en los anuncios.
Entre los productos con los personajes de McDonaldland figuraba una revista para niños titulada «McDonaldland Fun Times», que publicaba seis números al año. En 1989 se estrenó una película de animación directa a vídeo titulada The Adventures of Ronald McDonald: McDonaldland Treasure Island, en la que aparecían muchos de los personajes de McDonaldland de los años ochenta. También se lanzaron videojuegos con los personajes, como M.C. Kids y McDonald's Treasure Land Adventure.
De 1998 a 2003, los creadores de Rugrats, Klasky Csupo, y McDonald's lanzaron una serie de animación directa a vídeo exclusivamente en VHS titulada The Wacky Adventures of Ronald McDonald. La serie presentaba a Ronald, Grimace, Birdie, el Hamburglar y algunos personajes nuevos, como Sundae, el perro pesimista de Ronald. Estos vídeos empezaban en acción real en lo que parecía un McDonaldland futurista. Cada vez que los personajes entraban por un tubo u otro medio de desplazamiento, se animaban. En los seis episodios, Ronald vive aventuras con sus amigos y aprenden cosas nuevas por el camino.
A principios de la década de 2000, McDonald's experimentó con la posibilidad de animar a los personajes para mejorar los índices de audiencia. Se planearon varios anuncios con el Hamburglar y otros personajes junto a famosos, pero se cancelaron. Surgió un conflicto entre las agencias sobre si seguir utilizando los personajes o seguir el deseo de la agencia publicitaria Leo Burnett elevando la campaña «I'm lovin' it». La premisa de McDonaldland se abandonó en gran medida de las campañas y los juguetes de la Happy Meal. A pesar de ello, los personajes siguieron apareciendo en la publicidad y en los PlayPlaces de McDonald's, asientos decorativos para fiestas de cumpleaños infantiles y baberos, aunque sólo Ronald McDonald, Birdie, Grimace, el Hamburglar y los Fry Kids aparecen en ellos. También aparecieron en algunos vasos de refresco hasta 2008 y siguen apareciendo como galletas en bolsitas tituladas «Galletas McDonaldland».
El director general de McDonald's, Jim Skinner, defendió a Ronald McDonald y dijo que «está aquí para quedarse». Hoy en día, los personajes siguen apareciendo en los escaparates de algunos restaurantes McDonald's. Hoy en día, los anuncios modernos muestran a Ronald McDonald solo en situaciones reales con niños, ya sea visitando un restaurante McDonald's local o para visitar a niños enfermos en Ronald McDonald House. Los otros personajes siguen apareciendo: el personaje de la caja del Happy Meal original de 1979 fue rediseñado para ser un personaje principal de los Happy Meals durante la década de 2010, a mediados de la década de 2010 McDonald's hizo una versión paródica hipster del Hamburglar interpretado por Max Greenfield, Grimace tuvo una aparición sin voz en un anuncio de los juguetes de la Happy Meal de Monsters vs Aliens, y también hizo un cameo en el anuncio de la Super Bowl LVI de 2022 de McDonald's con Kanye West, en el que Grimace aparece animado y con la voz de Ryan Reynolds.
Funko ha diseñado varias figuras Pop! Vinyl! en curso a partir de 2019 que representan a numerosos personajes de McDonaldland, incluida una línea dedicada a The McNugget Buddies, así como algunos personajes que se creía que habían sido retconados como el alcalde McCheese y el oficial Big Mac.

## Personajes
- Ronald McDonald - El principal icono cultural y mascota oficial de McDonald's. Es un payaso pelirrojo con una gran sonrisa roja que lleva un mono amarillo y zapatos rojos. Es un payaso pelirrojo con una gran sonrisa roja que viste un mono amarillo y zapatos rojos.[6]
- The Hamburglar (interpretado por Frank Delfino de 1971 a 1992, Jerry Maren en algunos anuncios, Tommy Vicini de 1992 a 2003,[17][18] Larry Storch de 1971 a 1986, Charlie Adler en el anuncio «The Hamburglar Touch» y en The Wacky Adventures of Ronald McDonald, Howard Morris de 1986 a 2003 y Carl W. Wolfe en algunos anuncios de los años 90.[19]) - Un ladrón de tamaño reducido que fue presentado en 1971 como uno de los primeros antagonistas de los anuncios en los que a menudo intenta robar hamburguesas y hamburguesas con queso a Ronald. En sus primeras apariciones en los anuncios se le solía llamar «el viejo y astuto Hamburglar» y, al menos en un anuncio que promocionaba el menú de desayuno de McDonald's, «The Lone Jogger», que llevaba una camiseta blanca con ese nombre en la parte delantera. Originalmente, el Hamburglar hablaba en un galimatías de «robble robble» que tenía que traducir el Capitán Crook. Fue reintroducido en 1985 como uno de los protagonistas principales, con un aspecto radicalmente más amable, en el que hablaba con frases normales (pero todavía salpicadas de «robble»), pero conservaba su afición a intentar robar hamburguesas. En 2015, McDonald's recuperó al Hamburglar como parte de la promoción de una nueva hamburguesa de solomillo.[20]
- Grimace (interpretado por Patty Saunders de 1971 a 1983, Mauri Bernstein en algunos anuncios de los 80, Terry Castillo-Faass de 1983 a 2000, con voz de Lennie Weinrib de 1971 a 1986, Frank Welker y a veces Larry Moran de 1986 a 2003,[19] Kevin Michael Richardson en The Wacky Adventures of Ronald McDonald) - Un gran monstruo púrpura que fue presentado en noviembre de 1971 como el «Grimace malvado». En sus primeras apariciones, Grimace era uno de los principales antagonistas originales y aparecía con dos pares de brazos que utilizaba para robar batidos y Coca-Colas. Pronto se eliminó la palabra «malvado» del nombre de Grimace, que volvió a aparecer en 1972 como protagonista con un solo par de brazos. A partir de entonces fue un monstruo bastante torpe, pero amable. Su naturaleza exacta ha sido discutida: en una entrevista de 2010, un portavoz de McDonald's dijo que Grimace era una papilla gustativa.[21] Un tuit de 2014 de la cuenta de Twitter de McDonald's afirmaba: «La tradición sobre Grimace dice que es la encarnación de un batido o de una papila gustativa».[22] En 2021, Brian Bates, un franquiciado de Canadá, declaró en una entrevista ampliamente difundida por la prensa que Grimace es una papilla antropomórfica.[23][24] En The Takeout, Lillian Stone rebatía esta afirmación, señalando otros materiales que establecían que Grimace formaba parte de una especie de Grimaces, incluido su tío O'Grimacey, promotor del Batido Shamrock.[25] Para celebrar el 51 aniversario de la creación del personaje, en 2023, McDonalds llevó a cabo una promoción para celebrar el cumpleaños de Grimace con el lanzamiento del Grimace Shake, que se convirtió en un meme de Internet en las plataformas de medios sociales.[26] El 12 de junio de 2024, Grimace realizó el primer lanzamiento ceremonial en un partido de los Mets de Nueva York, que en aquel momento atravesaban una mala racha. Tras su aparición, los Mets encadenaron una racha de siete victorias consecutivas y Grimace fue recibido con los brazos abiertos por los aficionados del equipo.[27] En septiembre de 2024, los Mets inauguraron un asiento púrpura en el Citi Field, su estadio, para honrar la conexión de Grimace con el equipo y sus aficionados.[28] Grimace viajó en un tren 7 del metro con imágenes del personaje hasta el Citi Field justo antes del tercer partido de las Series Divisionales de la Liga Nacional de 2024 entre los Mets y los Filis de Filadelfia.[29]

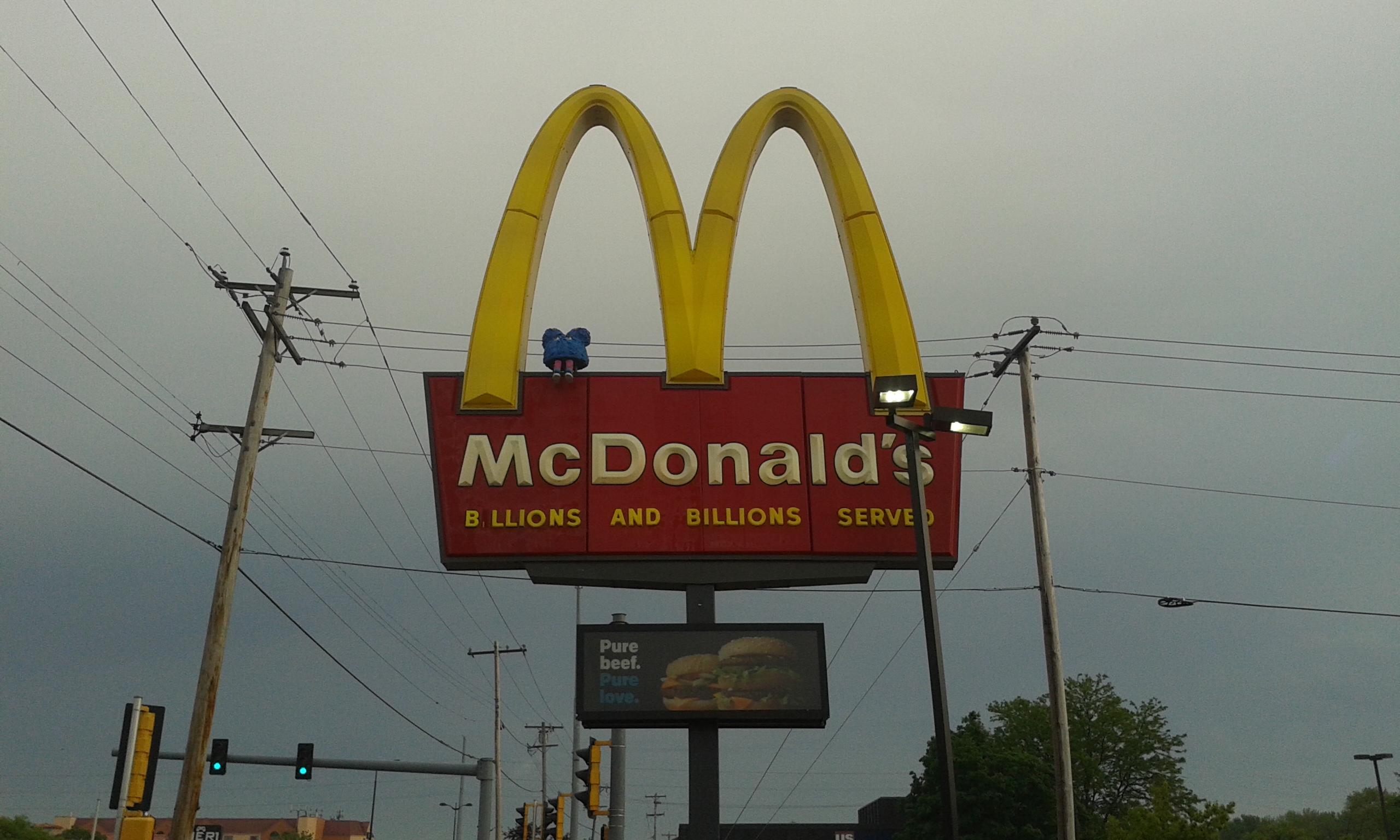
Un Fry Kid azul aparece sentado en un cartel de McDonald's en Greenfield (Wisconsin).

- Fry Kids (varias voces en los anuncios, Kath Soucie, Paul Greenberg y Nika Futterman en Las extravagantes aventuras de Ronald McDonald) - Presentados en 1972 como «Gobblins», los Fry Kids son pequeñas criaturas peludas con forma de bola, con piernas y sin brazos, que intentan robar las patatas fritas de otros personajes; entre ellos hay Fry Guys y Fry Girls. En 1998, el Fry Kid nº 1 es amarillo, el Fry Kid nº 2 es rojo y el Fry Kid nº 3 es azul.[30]
- Birdie the Early Bird (interpretado por Felix Silla 1979-1986, Patty Maloney 1986-2001, con la voz de Russi Taylor en los anuncios,[19] Christine Cavanaugh en The Wacky Adventures of Ronald McDonald) - Un pájaro amarillo con un mono rosa, gorra de vuelo y bufanda que fue presentado en 1980 como el primer personaje femenino. Creada para promocionar los nuevos productos de desayuno de la empresa, se la representa como una mala voladora y una persona algo torpe en general.[31]
- The Happy Meal Gang - Introducida en 1979, se les unieron los McNugget Buddies en 1984 y la Cajita Feliz y el Juguete para menores de 3 años en 1992. Están formados por la hamburguesa Happy Meal (con voz de Bob Arbogast y más tarde de Jim Cummings), las patatas fritas Happy Meal (con voz de Jeff Winkless y más tarde de Bob Bergen y Tress MacNeille) y la bebida Happy Meal (con voz de Hal Smith y más tarde de Bill Farmer[19]) El personaje de la Cajita Feliz nunca tuvo voz, pero se convirtió en un elemento independiente de la campaña de marketing de los Happy Meals durante la década de 2010.[32]
- Uncle O'Grimacey (interpretado por Robert Towers, voz de Lennie Weinrib[19]) - Introducido en 1977 para una narración publicitaria de McDonald's con motivo de la celebración del Día de San Patricio y con motivo de la aparición anual del Shamrock Shake, se le representa como el tío de Grimace.[32]
- CosMc (interpretado por Tommy Vicini, voz de Frank Welker[19]) - Un extraterrestre que apareció en anuncios publicitarios a mediados de la década de 1980. CosMc era un personaje del videojuego M.C. Kids. El personaje venía de vez en cuando a robar comida para su planeta, CosMcland. También hablaba con una mezcla de sonidos robóticos y habla normal.[32]
- 'Los McNugget Buddies (con las voces de Greg Berg, Pat Fraley, Katie Leigh, Pat Musick, Don Messick, Hal Rayle y Frank Welker en los anuncios,[19] Pamela Adlon, Lisa Raggio y Charlie Adler en The Wacky Adventures of Ronald McDonald) - Un grupo de McNuggets de pollo antropomórficos de tamaño normal que se presentaron en 1984. En 1998-2003, la peineta, los brazos y las botas del McNugget nº 1 son azules, los del McNugget nº 2 son rojos y los del McNugget nº 3 son morados.[32]
- Bernice (interpretada por Tim Blaney y Tony Urbano) - Una extraña criatura que se introdujo en 1992 y que comía cosas incomestibles como el guion del anuncio de tres partes «Ronald McDonald Makin' Movies».[33]
- Vulture - Un buitre sin nombre que hablaba con voz monótona.[33]
- Sundae (interpretado por Verne Troyer, voz de Dee Bradley Baker) - El perro de Ronald que sólo ha aparecido en The Wacky Adventures of Ronald McDonald, donde fue animado con marionetas. El Sundae animatrónico fue creado por Optic Nerve Studios, Inc. Troyer contó con la ayuda de los titiriteros Mark Garbarino, Bryan Blair, Russell Shinkle y Shaun Smith para interpretar a Sundae. En un anuncio en el que Ronald utilizaba el cartel de McDonald's como pogo, Sundae aparecía como un perro de verdad.[32]
- Iam Hungry (voz de Jeff Lupetin[19]) - Personaje de McDonaldland de corta vida que se introdujo en 1998 y desapareció en 2001. Autoproclamado «vicepresidente de los snacks», es una bola de pelusa verde, flotante y rápida, con brazos naranjas y una cara monstruosa que tiene un gran apetito.[32]
- Mike el Micrófono - Personaje creado especialmente para los álbumes de Kid Rhino Ronald Makes It Magic y Ronald McDonald Presents Silly Sing Along. Interpretado por Larry Moran.[33]

### Antiguos personajes
Estos personajes no han aparecido desde la década de 1980, y la razón sigue siendo desconocida. Aunque muchos suponen que tuvo algo que ver con la demanda, esto podría ser incorrecto, ya que tanto el alcalde McCheese como el oficial Big Mac aparecen en las figuras Funko McDonaldland Pop! Vinyl! de Funko.

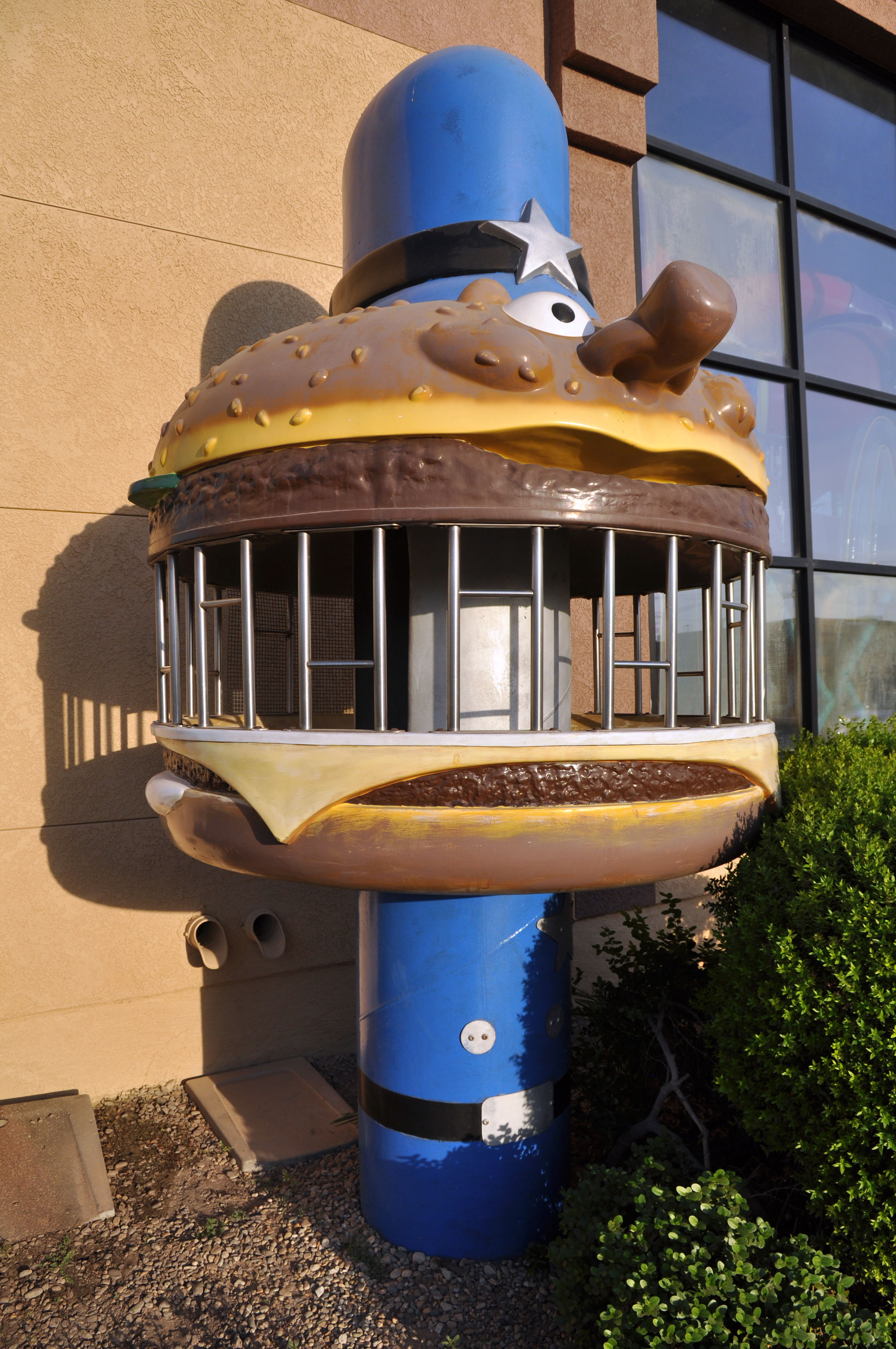
Parque infantil de la cárcel para el oficial Big Mac.

- El alcalde McCheese (interpretado por Billy Curtis de 1971 a 1979, Jerry Maren de 1980 a 1985, con la voz de Howard Morris haciéndose pasar por Ed Wynn en los anuncios,[19] Bob Joles personificando a Wynn en The Wacky Adventures of Ronald McDonald) - Un enorme personaje con cabeza de hamburguesa que apareció por primera vez en 1971 y fue retirado en 1985. Llevaba un sombrero de copa, una banda de diplomático y un par de gafas de pasta, y se le representaba como el torpe e incompetente alcalde de McDonaldland. Sid y Marty Krofft le demandaron por sus similitudes con H.R. Pufnstuf; en concreto, ambos eran personajes con enormes cabezas que ejercían de líder electo de un escenario fantástico.[32]
- Oficial Big Mac (interpretado por Jerry Maren, voz de Ted Cassidy[19]) - Introducido en 1971 y retirado en 1985, su aspecto es similar al del alcalde McCheese, ya que tiene una gran hamburguesa por cabeza. En su caso, su cabeza es un Big Mac (sin las verduras ni la salsa especial) en lugar de una hamburguesa con queso. El oficial Big Mac es el jefe de policía y, como tal, viste un uniforme de agente con un casco de vigilante desproporcionadamente pequeño que descansa sobre su moño. Como principal fuente de la ley y el orden en McDonaldland, el Oficial Big Mac pasa la mayor parte del tiempo persiguiendo a Hamburglar y al Capitán Crook.[32]
- Capitán Crook (interpretado por Robert Towers, al que puso voz Larry Storch en 1971-1983, Tim Blaney en 1984-1985[19]) - Un capitán pirata que fue introducido en 1971 como uno de los principales antagonistas y abandonado en 1985. El Capitán Crook roba bocadillos de Filet-O-Fish y a menudo interpreta los galimatías de Hamburglar. Fue revisado en 1984 con un aspecto similar al de los Muppets y más tarde pasó a ser conocido simplemente como «El Capitán», donde tiene un loro y maneja la S.S. Filet-O-Fish.[32]
- El Profesor (interpretado por Lou Wagner, con voz de John Stephenson en los años 70 y de Andre Stojka en los 80[19]) - Científico inventor e investigador de McDonaldland. Fue presentado en 1971 y ha inventado diferentes dispositivos a lo largo de McDonaldland, como la Máquina Electrónica Psicodélica de Hamburguesas (que por alguna razón sólo hacía calabazas), el Gong de la Cena, un coche invisible que ayudaba a Ronald McDonald a llegar a McDonald's para reunirse con los niños, un bate magnético y el Dip-O-Matic de McNuggets de Pollo. En sus primeras apariciones, era un hombre con gafas, barba, pelo hasta el cuello y sombrero. En los años 80, era un hombre con gafas, bigote, nariz larga y un casco con una bombilla. El personaje desapareció en 1985.[32]